# Палац Ферстеля

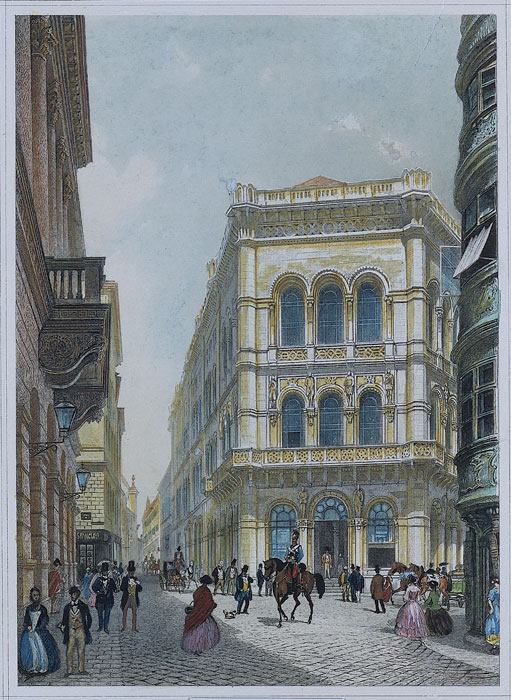
Палац Ферстеля, Відень

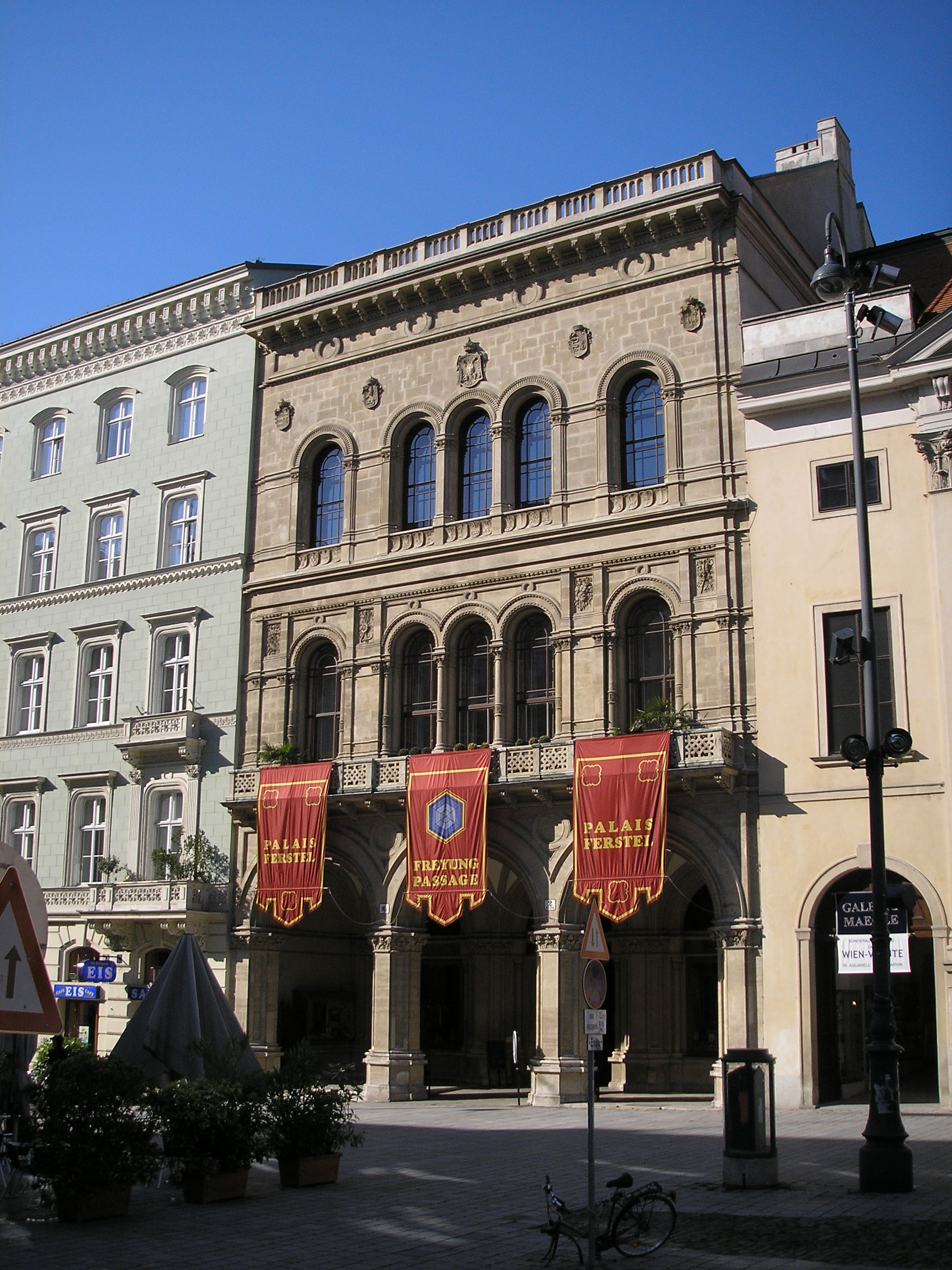
Палац Ферстеля, Відень

Палац Ферстеля — будівля, розташована на вулиці Герренгассе у Відні. Спочатку він був побудований як будівля Національного банку та фондової біржі в 1860 році. Його побудував барон Генріх фон Ферстель. Дизайн будівлі нагадує архітектуру раннього флорентійського Відродження.

## Історія
Під час Другої світової війни будівля сильно постраждала від авіаударів, зокрема її фасад. У 1971 році за його реконструкцію відповідав президент Федерального управління пам'яток Вальтер Фродль. У період із 1975 по 1982 рік будівля стала приватною власністю та була відремонтована. Зараз будівля належить фонду Карла Влашека 2015 року.